# Noblella
Noblella  (лат.) — род бесхвостых земноводных из семейства Strabomantidae, обитающий в Южной Америке (Боливия, Бразилия, Колумбия, Перу, Эквадор). 10 видов, большая часть которых включена в Международную Красную книгу (IUCN Red List). Длина тела менее 22 мм. Голова не шире тела; барабанная перепонка дифференцированная (кроме N. duellmani). Род был выделен в 1930 году американским зоологом Томасом Барбуром (Th. Barbour) и назван в честь Г. Нобле (Gladwyn K. Noble), описавшего первый типовой вид Sminthillus peruvianus Noble, 1921.
Наиболее близкими родами являются таксоны Barycholos и Bryophryne.

## Классификация
На ноябрь 2018 года в род включают 12 видов:
- Noblella carrascoicola (De la Riva & Köhler, 1998)
- Noblella coloma Guayasamin & Terán-Valdez, 2009
- Noblella duellmani (Lehr, Aguilar, & Lundberg, 2004)
- Noblella heyeri (Lynch, 1986)
- Noblella lochites (Lynch, 1976)
- Noblella lynchi (Duellman, 1991)
- Noblella madreselva Catenazzi et al., 2015
- Noblella myrmecoides (Lynch, 1976)
- Noblella personina Harvey et al., 2013
- Noblella peruviana (Noble, 1921)
- Noblella pygmaea Lehr & Catenazzi, 2009
- Noblella ritarasquinae (Köhler, 2000)